# طرق‌رود
طرق‌رود شهری از توابع بخش مرکزی شهرستان نطنز در استان اصفهان ایران است.
طَرق یا طَرق‌رود شامل مناطق طرق، کشه، آبکشه، یحیی‌آباد، باغستان پایین و باغستان بالا می‌باشد.
اهالی طرق‌رود دارای گویش طرقی و مردمانی خون‌گرم، مهمان نواز و صمیمی می‌باشند.
در سال ۱۳۹۰ به استناد ماده (۱۳) قانون تعاریف و ضوابط تقسیمات کشوری مصوب ۱۳۶۲، روستای طرق از توابع دهستان طرق رود بخش مرکزی شهرستان نطنز پس از تجمیع با روستاهای باغستان پایین، باغستان بالا، یحیی‌آباد، آبکشه و کشه از توابع همان بخش در استان اصفهان به شهر تبدیل و به عنوان شهر طرق‌رود شناخته می‌شود.

## آثار باستانی و تاریخی
این شهر کوهپایه‌ای که در دامنه کوه کرکس و در حصاری از کوه‌های اطراف قرار دارد دارای آثار باستانی و تاریخی فراوانی است که برای نمونه می‌توان قلعه خشتی دوره اشکانی با بیش از ۲۲۰۰ سال قدمت/درخت چنار ۱۴۰۰ساله/مسجد جامع دوره ایلخانی/دریاچه طرق و چهار سامون/و حمام هانی که از جاذبه‌های گردشگری طرق به‌شمار می‌روند نام برد.

## مناظر بکر و بی‌نظیر و منابع طبیعی غنی، مشکلات زیست‌محیطی معادن طرق‌رود و چالش‌های آن
اکثر مناطق شهرستان نطنز (حلقه پیرامونی کوهستان کرکس) به‌خصوص شهر طرق‌رود دارای منابع غنی و معادن بزرگ و متعددی از انواع سنگ ساختمانی به‌خصوص سنگ تراورتن هستند که بهره‌برداری غیراصولی از این معادن مشکلات و چالش‌های عدیده زیست‌محیطی را برای این منطقه که روزگاری هوای مطبوع و مناظر بی‌نظیری داشته به ارمغان آورده و باعث تخریب کوه‌ها و مناظر بکر منطقه شده است، آلودگی هوا ناشی از گرد و خاک و ریزگردهای ناشی از فعالیت معادن که در اکثر موارد فاصله معادن از مناطق مسکونی به کمتر از چند صد متر می‌رسد، خشکسالی در اثر تکانه‌ها و انفجارها برای برداشت در معادن مضاف بر خشکسالی سراسری و خشک شدن باغات و درختان، بهره‌برداری غیرقانونی از منابع حداقلی آب موجود در منطقه طرق‌رود توسط دلالان در معادن، حذف موانع طبیعی در مسیر سیل و در مخاطره قرار گرفتن شهر در اثر بارندگی شدید در کوهپایه کرکس و کوه‌های اطراف و در خطر بودن جان و مال ساکنان، از بین رفتن بخش عمده‌ای از پوشش گیاهی اطراف معادن، از بین رفتن چشم‌انداز بی‌نظیر منطقه در اثر حفاری و برداشت معادن، به جای گذاشتن کوه ضایعات در منطقه و اطراف معادن توسط بهره‌برداران معادن و ... از جمله مشکلاتی است که برای این منطقه که داری وسعت کمی می‌باشد پیش آمده است.

## جمعیت
جمیعت این شهر در سال ۱۳۸۵ برابر با ۱۳۰۸ نفر (۴۴۱ خانوار، ۶۶۳ مرد و ۶۴۵ زن) بوده، همچنین در سال ۱۳۹۰ جمعیت آن ۹۹۱ نفر (۴۵۸ خانوار، ۵۱۶ مرد و ۴۷۵ زن) بوده و پس از ادغام با روستاهای مجاور و تأسیس شهر جمعیت آن به حدود ۲۷۷۱ نفر رسیده‌است. این شهر باظرفیتی که در بخش گردشگری دارد می‌تواند از نظر جمعیتی رشد کند.